# Biserica reformată din Lompirt
Biserica reformată din Lompirt este un edificiu din Lompirt, Sălaj construit în 1777. Bunicii săi, Ady Dániel și Visky Julianna, fiind din Lompirt, Endre Ady a vizitat de multe ori satul și are un bust lângă biserică.

## Imagini

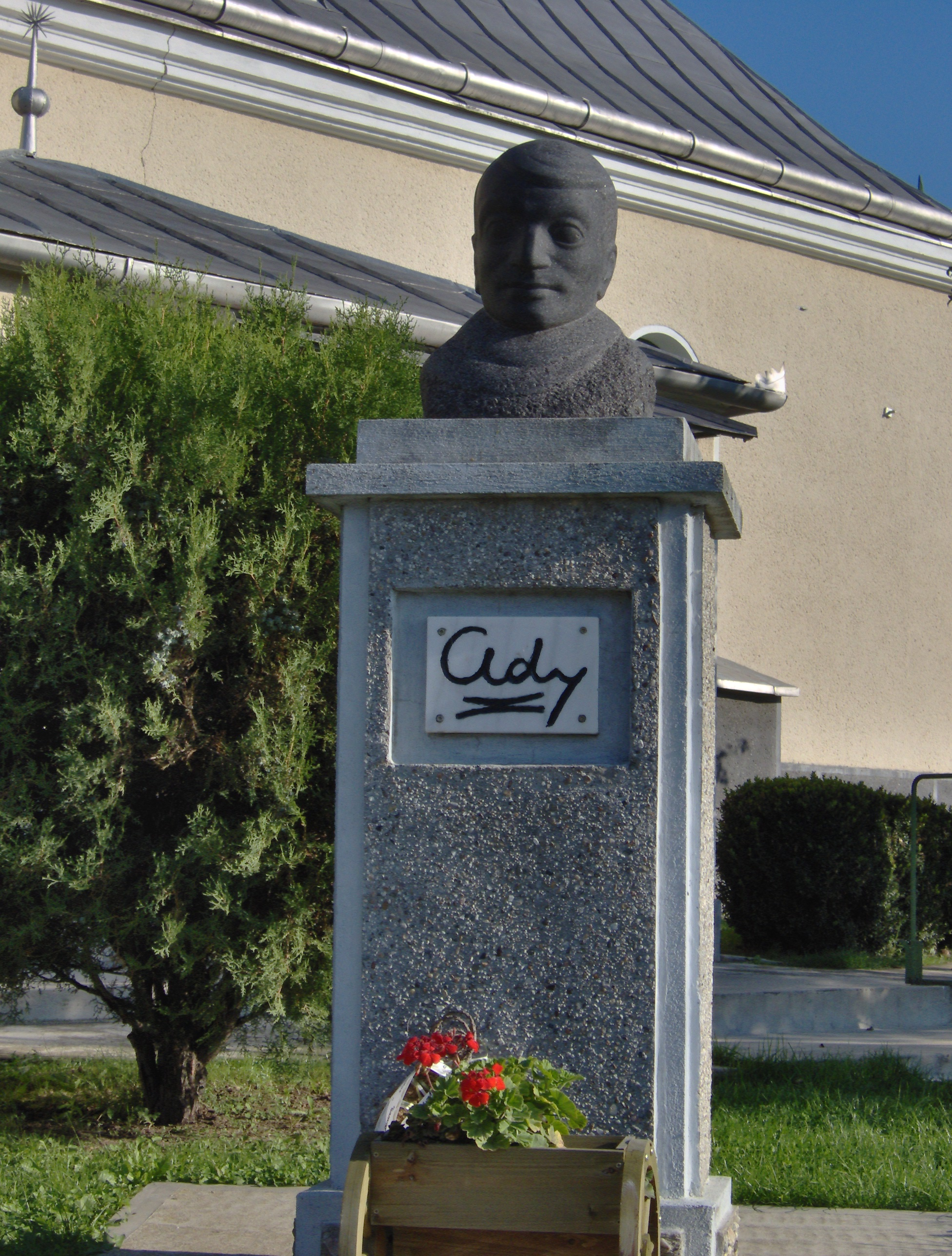
Bustul lui Endre Ady de lângă biserică
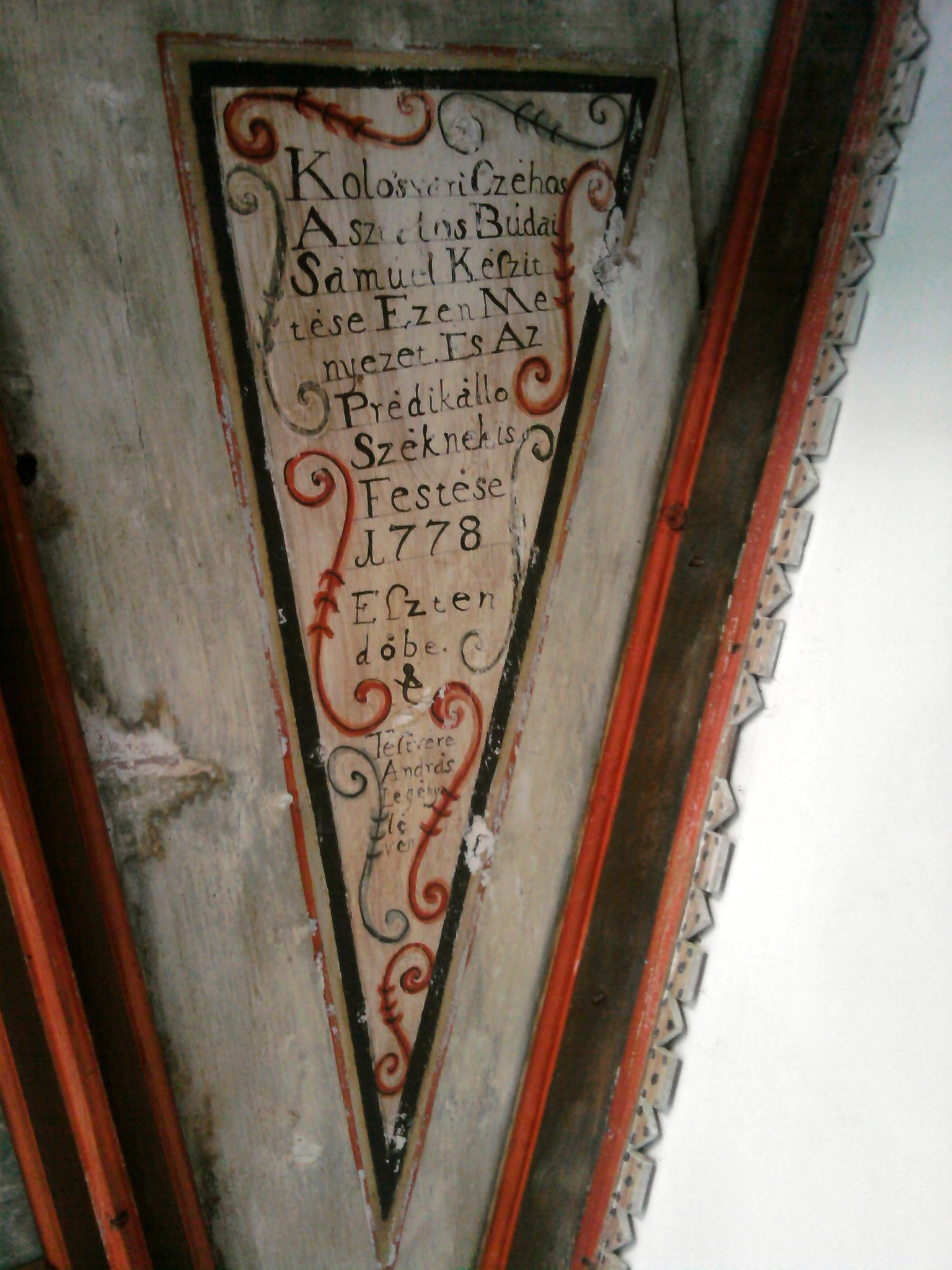
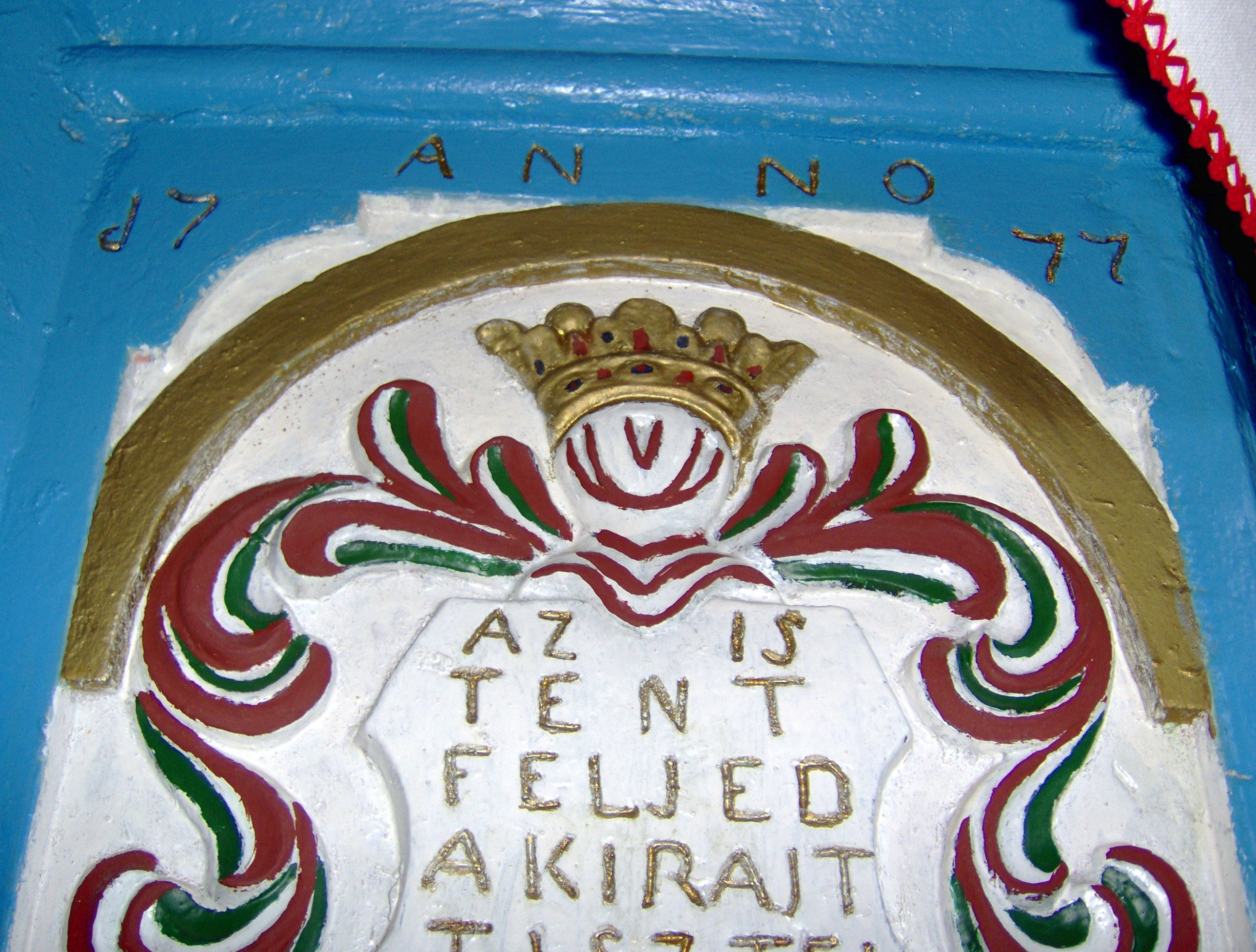
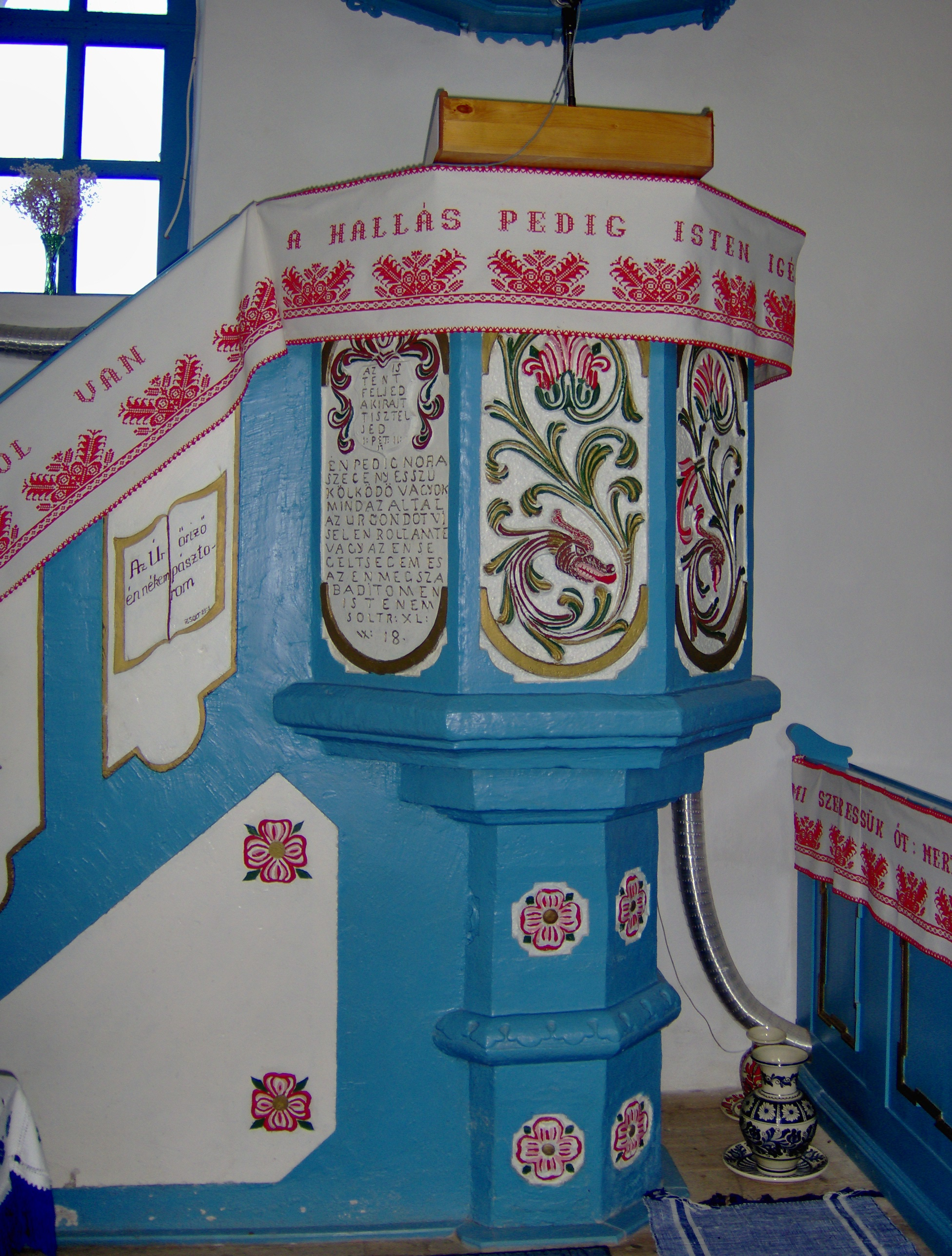
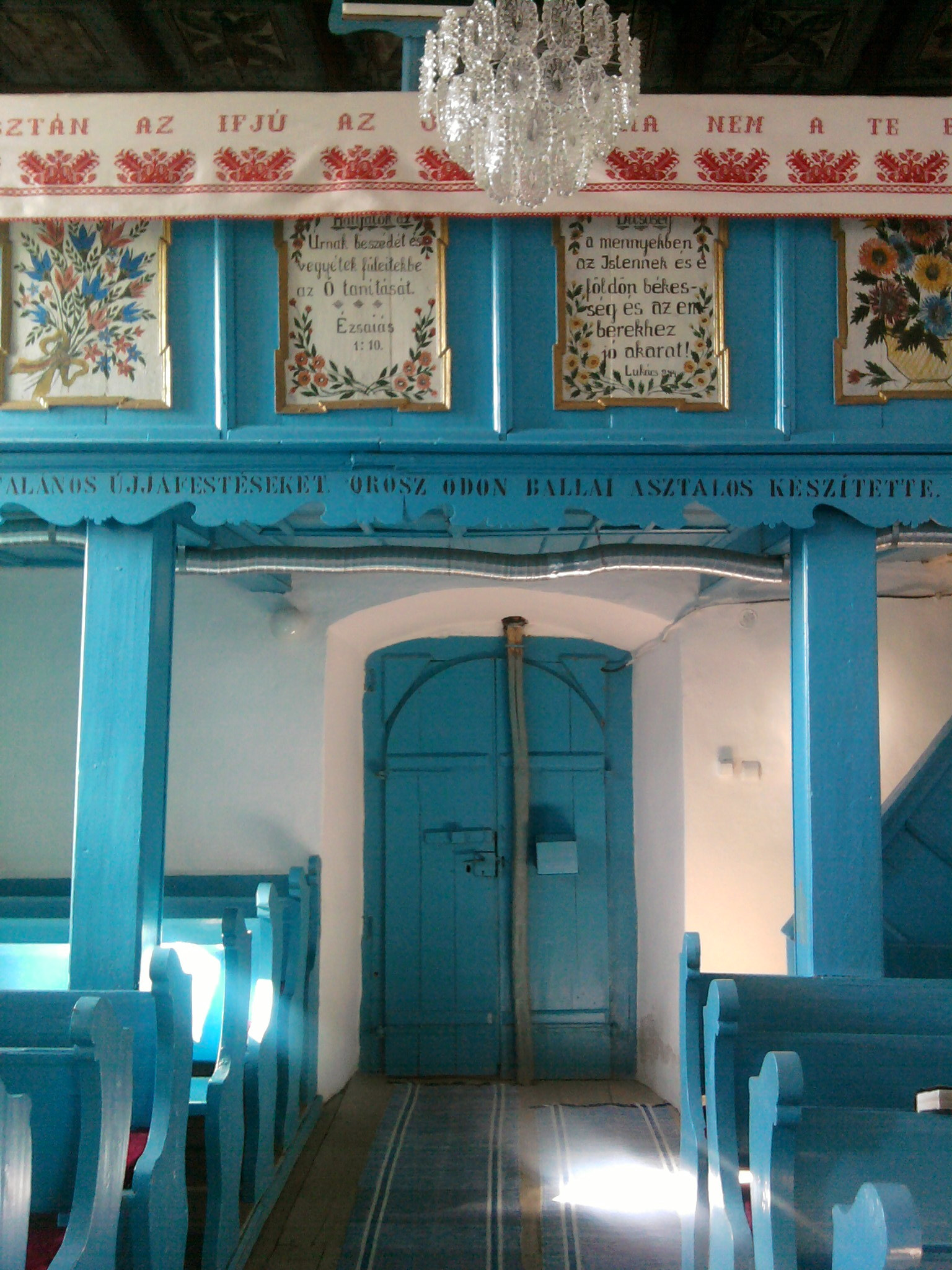
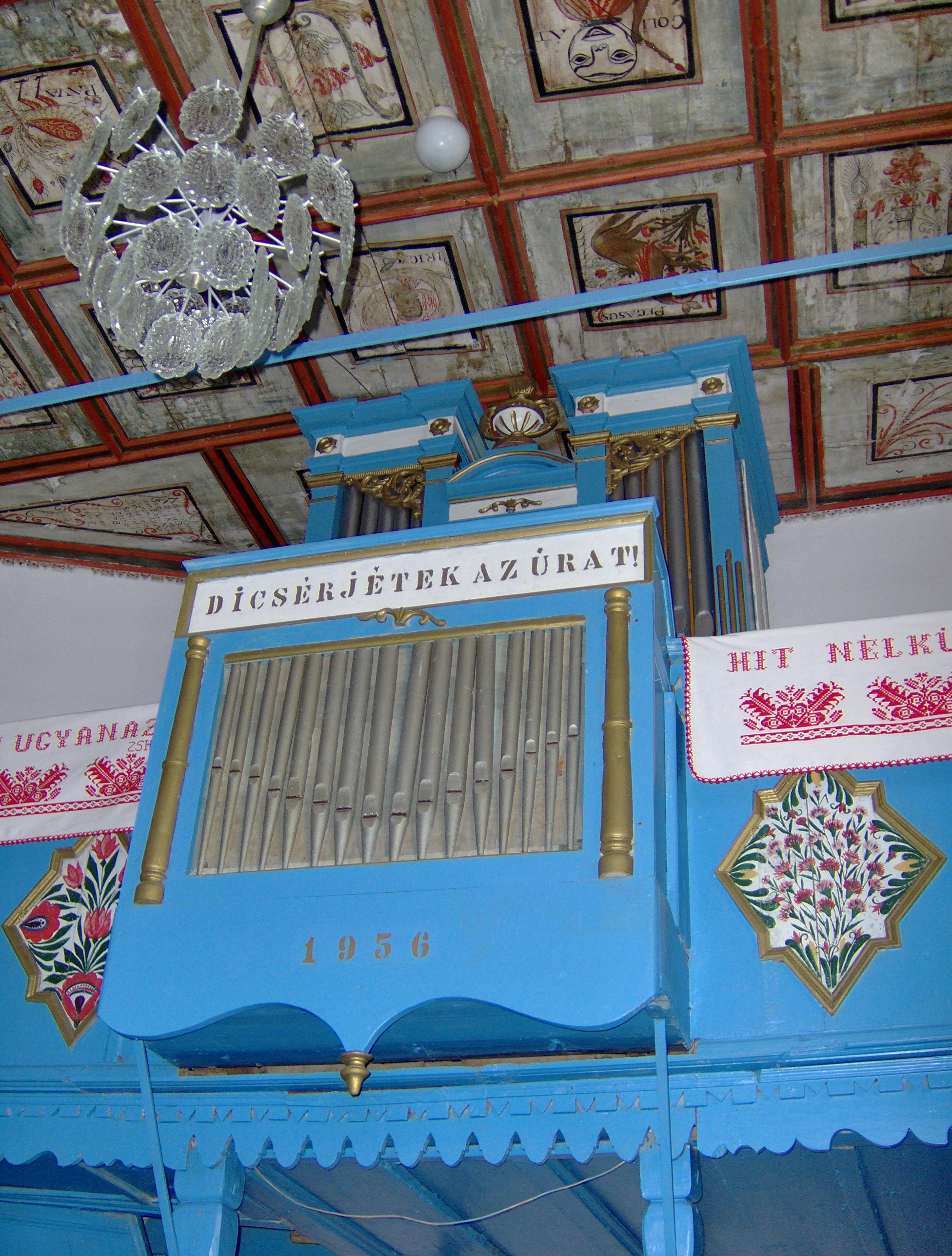
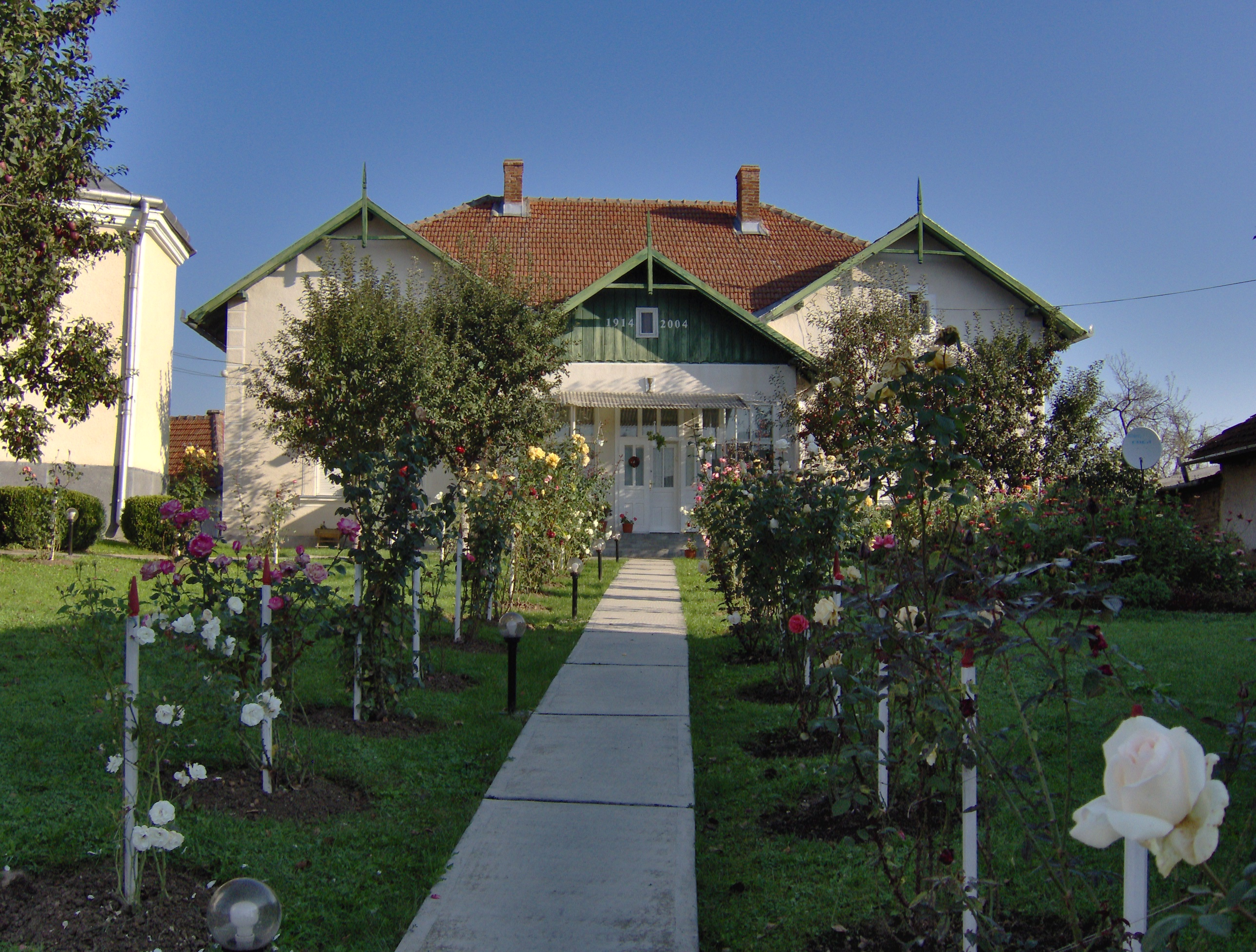
O mică parte din spate a bisericii și casa parohială